# Stanisław Złotkowski

Herb rodziny Złotkowskich - Topór

Stanisław Złotkowski herbu Topór (zm. 3 lipca 1597), kasztelan biechowski.
Syn Gabriela (1500-1574), kasztelana krzywinskiego i Doroty Korzbokówny (zm. 1578). Miał brata Piotra. Poślubił Annę z Gulczewa Sierpską, córkę Andrzeja, wojewody rawskiego. Była ona wdową po Jędrzeju Kucińskim i Mikołaju z Tuliszkowa Zarembie.
Urząd kasztelana biechowskiego sprawował w latach 1584-1597. Ufundował nagrobek swemu ojcu oraz ołtarz główny w Rychwale.
Syn brata czeskiego, dokonał konwersji na katolicyzm.